# MC68040

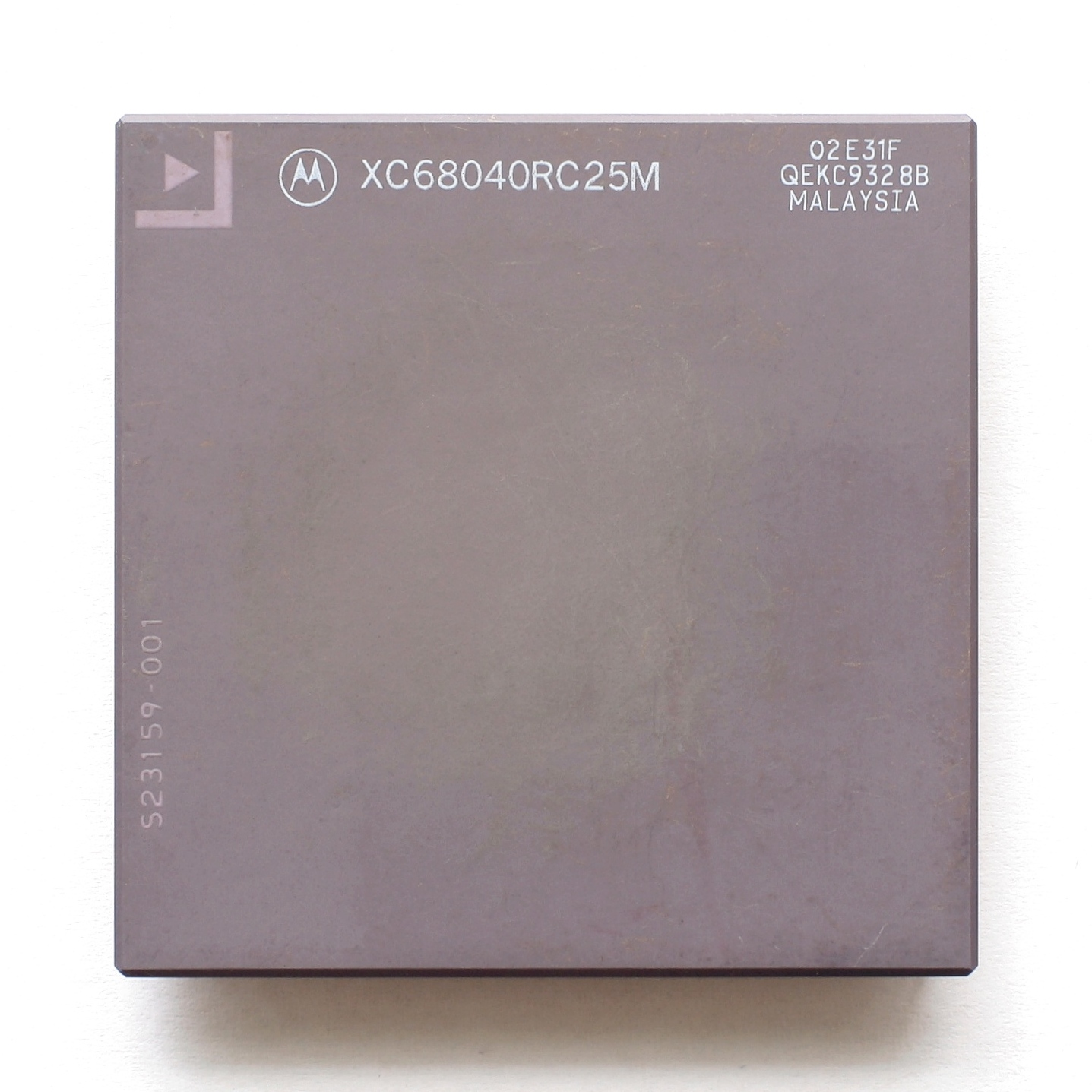
Motorola 68040

MC68040 – mikroprocesor firmy Motorola należący do rodziny M68000. Wprowadzony do produkcji w 1990, jest produkowany do tej pory przez Freescale Semiconductor. Kompatybilny w dół. Do głównych innowacji należy zintegrowanie z procesorem koprocesora matematycznego.
Główne zmiany w stosunku do MC68030:
- koprocesor zgodny z MC68882 umieszczony w jednej obudowie z procesorem, kilka jego brakujących instrukcji emulowane programowo,
- oddzielne jednostki zarządzania pamięcią dla danych i instrukcji,
- 4-kilobajtowe pamięci podręczne dla instrukcji i danych,
- wprowadzenie pamięci podręcznej zapisu (write-back cache),
- około dwukrotne przyspieszenie wykonywania rozkazów.

Dostępny jest w obudowach PGA i PLCC. Występują modele 25, 33, 40 MHz. Zasilany jest napięciem 5V.
Ponadto istnieją wersje:
- 68EC040 – 68040 bez koprocesora i bez MMU,
- MC68LC040 – 68040 bez koprocesora,
- 68040V – niskonapięciowa (3,3 V) wersja 68040 bez koprocesora.

Modele EC i LC produkowane są też w wersji 20 MHz.
Znalazł zastosowanie między innymi w komputerach Amiga, Apple Macintosh oraz Atari (karty rozszerzające) i jego klonach Milan, Medusa.